# انتقاد کتاب
انتقاد کتاب مجله‌ای بود که در دههٔ ۱۳۳۰ و ۱۳۴۰ از سوی انتشارات نیل منتشر می‌شد و به نقد و بررسی کتاب‌های تازه می‌پرداخت. از این نشریه، ۴ دوره و جمعاً ۳۶ شماره منتشر شد. هر شماره از این مجله به مناسبت انتشار کتابی تازه از سوی نشر نیل و به صورت ضمیمه رایگان آن در اختیار مخاطبان قرار می‌گرفت؛ در همین حال تکفروشی هم می‌شد. در هیچ‌کدام از شماره‌های مجله، نامی از مسئولان و گردانندگان آن نیست.